# Lijst van Tweede Kamerleden 1917-1918
Lijst van Tweede Kamerleden 1917-1918 geeft een overzicht van de leden van de Nederlandse Tweede Kamer in de periode tussen de algemene verkiezingen van 1917 en de algemene verkiezingen van 1918. De zittingsperiode van de Tweede Kamer ging in op 28 juni 1917 en eindigde op 16 september 1918 door ontbinding van de Tweede Kamer.
De Tweede Kamer telde 100 leden. Zij werden gekozen voor een termijn van vier jaar.
| Naam                                | partij             | district           | begindatum        | einddatum         | refs    |
| ----------------------------------- | ------------------ | ------------------ | ----------------- | ----------------- | ------- |
| Willem Albarda                      | SDAP               | Enschede           | 28 juni 1917      | 16 september 1918 | [ 2 ]   |
| Jan Ankerman                        | CHU                | Harlingen          | 28 juni 1917      | 16 september 1918 | [ 3 ]   |
| Antoine Arts                        | AB                 | Tilburg            | 28 juni 1917      | 16 september 1918 | [ 4 ]   |
| Willem de Beaufort                  | BVL                | Amersfoort         | 19 september 1917 | 2 april 1918      | [ 5 ]   |
| Jean Beckers                        | AB                 | Sittard            | 28 juni 1917      | 16 september 1918 | [ 6 ]   |
| Eltjo van Beresteyn                 | VDB                | Winschoten         | 28 juni 1917      | 16 september 1918 | [ 7 ]   |
| Jan van Best                        | AB                 | Eindhoven          | 28 juni 1917      | 23 maart 1918     | [ 8 ]   |
| Egbertus Beumer                     | ARP                | Kampen             | 28 juni 1917      | 16 september 1918 | [ 9 ]   |
| Cornelis Bichon van IJsselmonde     | onafhankelijk c.h. | Ommen              | 28 juni 1917      | 16 september 1918 | [ 10 ]  |
| Willem Bogaardt                     | AB                 | Breda              | 28 juni 1917      | 16 september 1918 | [ 11 ]  |
| Walrave Boissevain                  | BVL                | Amsterdam VII      | 28 juni 1917      | 16 september 1918 | [ 12 ]  |
| Jan Bomans                          | AB                 | Haarlemmermeer     | 28 juni 1917      | 16 september 1918 | [ 13 ]  |
| Max Bongaerts                       | AB                 | Roermond           | 28 juni 1917      | 16 september 1918 | [ 14 ]  |
| Anthony Brummelkamp                 | ARP                | Loosduinen         | 28 juni 1917      | 16 september 1918 | [ 15 ]  |
| Arie Colijn                         | ARP                | Enkhuizen          | 19 september 1917 | 16 september 1918 | [ 16 ]  |
| Willem van Doorn                    | LU                 | Gouda              | 4 juli 1917       | 16 september 1918 | [ 17 ]  |
| Hendrik Dresselhuijs                | BVL                | Tiel               | 28 juni 1917      | 16 september 1918 | [ 18 ]  |
| Frans Drion                         | BVL                | Ridderkerk         | 28 juni 1917      | 16 september 1918 | [ 19 ]  |
| Jan Duijs                           | SDAP               | Zaandam            | 28 juni 1917      | 16 september 1918 | [ 20 ]  |
| Lodewijk Duymaer van Twist          | ARP                | Steenwijk          | 28 juni 1917      | 16 september 1918 | [ 21 ]  |
| Theodorus Duynstee                  | AB                 | Druten             | 28 juni 1917      | 16 september 1918 | [ 22 ]  |
| Bernardus Eerdmans                  | LU                 | Rotterdam III      | 28 juni 1917      | 16 september 1918 | [ 23 ]  |
| Kornelis Eland                      | LU                 | Arnhem             | 28 juni 1917      | 16 september 1918 | [ 24 ]  |
| Arnold Engels                       | AB                 | Almelo             | 30 juni 1917      | 16 september 1918 | [ 25 ]  |
| Albertus Fleskens                   | AB                 | Helmond            | 28 juni 1917      | 16 september 1918 | [ 26 ]  |
| Dirk Fock                           | LU                 | Haarlem            | 28 juni 1917      | 16 september 1918 | [ 27 ]  |
| Pieter van Foreest                  | BVL                | Alkmaar            | 28 juni 1917      | 16 september 1918 | [ 28 ]  |
| Petrus Fruytier                     | AB                 | Hontenisse         | 28 juni 1917      | 16 september 1918 | [ 29 ]  |
| Dirk de Geer                        | CHU                | Schiedam           | 28 juni 1917      | 16 september 1918 | [ 30 ]  |
| Adriaan Gerhard                     | SDAP               | Amsterdam II       | 28 juni 1917      | 16 september 1918 | [ 31 ]  |
| Bartholomeus Gerretson              | CHU                | Rotterdam I        | 28 juni 1917      | 16 september 1918 | [ 32 ]  |
| Jan van Gilse                       | LU                 | Zutphen            | 31 juli 1917      | 16 september 1918 | [ 33 ]  |
| Henri van Groenendael               | AB                 | Weert              | 4 juli 1917       | 16 september 1918 | [ 34 ]  |
| Joost van Hamel                     | LU                 | Amsterdam IV       | 28 juni 1917      | 16 september 1918 | [ 35 ]  |
| Jan Heeres                          | LU                 | Leiden             | 28 juni 1917      | 16 september 1918 | [ 36 ]  |
| Willem Helsdingen                   | SDAP               | Franeker           | 28 juni 1917      | 16 september 1918 | [ 37 ]  |
| Henri Hermans                       | AB                 | Gulpen             | 9 juli 1918       | 16 september 1918 | [ 38 ]  |
| Henri Hubrecht                      | LU                 | Amsterdam I        | 28 juni 1917      | 16 september 1918 | [ 39 ]  |
| Frederik Hugenholtz                 | SDAP               | Weststellingwerf   | 28 juni 1917      | 16 september 1918 | [ 40 ]  |
| Johan van Idsinga                   | CHU                | Bodegraven         | 28 juni 1917      | 16 september 1918 | [ 41 ]  |
| Gerrit Jannink                      | LU                 | Lochem             | 28 juni 1917      | 16 september 1918 | [ 42 ]  |
| Joannes Jansen                      | LU                 | 's-Gravenhage III  | 28 juni 1917      | 16 september 1918 | [ 43 ]  |
| Frans Janssen                       | AB                 | Maastricht         | 28 juni 1917      | 15 november 1917  | [ 44 ]  |
| Frans Janssen                       | AB                 | Maastricht         | 13 december 1917  | 16 september 1918 | [ 44 ]  |
| Willem de Jong                      | LU                 | Hoorn              | 28 juni 1917      | 16 september 1918 | [ 45 ]  |
| Wilhelmus Juten                     | AB                 | Bergen op Zoom     | 28 juni 1917      | 16 september 1918 | [ 46 ]  |
| Pieter de Kanter                    | LU                 | Dordrecht          | 28 juni 1917      | 16 september 1918 | [ 47 ]  |
| Theo Ketelaar                       | VDB                | Amsterdam V        | 28 juni 1917      | 16 september 1918 | [ 48 ]  |
| Asser Kleerekoper                   | SDAP               | Amsterdam VIII     | 28 juni 1917      | 16 september 1918 | [ 49 ]  |
| Fridolin Knobel                     | BVL                | Zwolle             | 28 juni 1917      | 16 september 1918 | [ 50 ]  |
| Maximilien Kolkman                  | AB                 | Nijmegen           | 28 juni 1917      | 16 september 1918 | [ 51 ]  |
| Dionysius Koolen                    | AB                 | Grave              | 28 juni 1917      | 16 september 1918 | [ 52 ]  |
| Willem Koster                       | VDB                | Assen              | 28 juni 1917      | 16 september 1918 | [ 53 ]  |
| Jan ter Laan                        | SDAP               | Rotterdam V        | 28 juni 1917      | 16 september 1918 | [ 54 ]  |
| Kornelis ter Laan                   | SDAP               | 's-Gravenhage I    | 28 juni 1917      | 16 september 1918 | [ 55 ]  |
| Jan van Leeuwen                     | SDAP               | Utrecht II         | 28 juni 1917      | 16 september 1918 | [ 56 ]  |
| Joseph Limburg                      | VDB                | Groningen          | 28 juni 1917      | 16 september 1918 | [ 57 ]  |
| Jan Loeff                           | AB                 | Waalwijk           | 18 september 1917 | 16 september 1918 | [ 58 ]  |
| Henri Marchant                      | VDB                | Deventer           | 28 juni 1917      | 16 september 1918 | [ 59 ]  |
| Maup Mendels                        | SDAP               | Schoterland        | 28 juni 1917      | 16 september 1918 | [ 60 ]  |
| Jan van der Molen                   | ARP                | Sliedrecht         | 28 juni 1917      | 16 september 1918 | [ 61 ]  |
| Frederik de Monté verLoren          | ARP                | Breukelen          | 28 juni 1917      | 16 september 1918 | [ 62 ]  |
| Robert de Muralt                    | LU                 | Oostburg           | 28 juni 1917      | 16 september 1918 | [ 63 ]  |
| Boudewijn Nierstrasz                | BVL                | Amsterdam VI       | 28 juni 1917      | 16 september 1918 | [ 64 ]  |
| Wiel Nolens                         | AB                 | Venlo              | 28 juni 1917      | 16 september 1918 | [ 65 ]  |
| Nicolaas Oosterbaan                 | ARP                | Enkhuizen          | 4 juli 1917       | 27 juli 1917      | [ 66 ]  |
| Pieter Otto                         | LU                 | Amsterdam III      | 28 juni 1917      | 16 september 1918 | [ 67 ]  |
| Pieter Oud                          | VDB                | Den Helder         | 28 juni 1917      | 16 september 1918 | [ 68 ]  |
| Rudolf Patijn                       | LU                 | Zierikzee          | 28 juni 1917      | 16 september 1918 | [ 69 ]  |
| Eduard van Raalte                   | LU                 | Middelburg         | 28 juni 1917      | 16 september 1918 | [ 70 ]  |
| Anthon van Rappard                  | BVL                | Amersfoort         | 24 april 1918     | 16 september 1918 | [ 71 ]  |
| Augustinus van Rijckevorsel         | AB                 | Oosterhout         | 19 juli 1917      | 16 september 1918 | [ 72 ]  |
| Pieter Rink                         | LU                 | Hoogezand          | 28 juni 1917      | 16 september 1918 | [ 73 ]  |
| Leendert Roodenburg                 | VDB                | Beverwijk          | 28 juni 1917      | 16 september 1918 | [ 74 ]  |
| Antonie Roodhuyzen                  | LU                 | Brielle            | 28 juni 1917      | 16 september 1918 | [ 75 ]  |
| Charles Ruijs de Beerenbrouck       | AB                 | Gulpen             | 28 juni 1917      | 16 mei 1918       | [ 76 ]  |
| Victor Rutgers                      | ARP                | Hilversum          | 4 juli 1917       | 16 september 1918 | [ 77 ]  |
| Goswijn Sannes                      | SDAP               | Veendam            | 18 juli 1917      | 16 september 1918 | [ 78 ]  |
| Alexander van Sasse van Ysselt      | AB                 | 's-Hertogenbosch   | 28 juni 1917      | 16 september 1918 | [ 79 ]  |
| Alexander de Savornin Lohman        | CHU                | Goes               | 28 juni 1917      | 16 september 1918 | [ 80 ]  |
| Joop van Schaik                     | AB                 | Rheden             | 28 juni 1917      | 16 september 1918 | [ 81 ]  |
| Jan Schaper                         | SDAP               | Appingedam         | 28 juni 1917      | 16 september 1918 | [ 82 ]  |
| Jan Scheurer                        | ARP                | Sneek              | 28 juni 1917      | 16 september 1918 | [ 83 ]  |
| Gerrit Schimmelpenninck             | CHU                | Ede                | 28 juni 1917      | 16 september 1918 | [ 84 ]  |
| Johannes Sibinga Mulder             | LU                 | Emmen              | 28 juni 1917      | 16 september 1918 | [ 85 ]  |
| Harm Smeenge                        | LU                 | Meppel             | 28 juni 1917      | 16 september 1918 | [ 86 ]  |
| Reinhardt Snoeck Henkemans          | CHU                | Apeldoorn          | 28 juni 1917      | 16 september 1918 | [ 87 ]  |
| Hendrik Spiekman                    | SDAP               | Rotterdam II       | 28 juni 1917      | 18 november 1917  | [ 88 ]  |
| Johan ter Spill                     | BVL                | Utrecht I          | 28 juni 1917      | 16 september 1918 | [ 89 ]  |
| Edsge Teenstra                      | VDB                | Zuidhorn           | 28 juni 1917      | 16 september 1918 | [ 90 ]  |
| Jan van den Tempel                  | SDAP               | Amsterdam IX       | 28 juni 1917      | 16 september 1918 | [ 91 ]  |
| Pieter Jelles Troelstra             | SDAP               | Leeuwarden         | 28 juni 1917      | 16 september 1918 | [ 92 ]  |
| Rienk van Veen                      | CHU                | Dokkum             | 28 juni 1917      | 16 september 1918 | [ 93 ]  |
| Henri van de Velde                  | ARP                | Delft              | 28 juni 1917      | 16 september 1918 | [ 94 ]  |
| Johannes de Visser                  | CHU                | Katwijk            | 28 juni 1917      | 16 september 1918 | [ 95 ]  |
| Alibert Visser van IJzendoorn       | BVL                | Gorinchem          | 28 juni 1917      | 16 september 1918 | [ 96 ]  |
| Johan de Vlam                       | AB                 | Eindhoven          | 18 april 1918     | 16 september 1918 | [ 97 ]  |
| Pieter van Vliet                    | ARP                | Doetinchem         | 28 juni 1917      | 16 september 1918 | [ 98 ]  |
| Bernardus van Vlijmen               | AB                 | Veghel             | 28 juni 1917      | 16 september 1918 | [ 99 ]  |
| Joost van Vollenhoven               | BVL                | Rotterdam IV       | 28 juni 1917      | 16 september 1918 | [ 100 ] |
| Coenraad van der Voort van Zijp     | ARP                | Tietjerksteradeel  | 28 juni 1917      | 16 september 1918 | [ 101 ] |
| Adrianus van Vuuren                 | AB                 | Zevenbergen        | 28 juni 1917      | 16 september 1918 | [ 102 ] |
| Jean de Wijkerslooth de Weerdesteyn | AB                 | Wijk bij Duurstede | 28 juni 1917      | 16 september 1918 | [ 103 ] |
| Antoine van Wijnbergen              | AB                 | Elst               | 28 juni 1917      | 16 september 1918 | [ 104 ] |
| Jan IJzerman                        | LU                 | 's-Gravenhage II   | 28 juni 1917      | 16 september 1918 | [ 105 ] |
| Arie de Zeeuw                       | SDAP               | Rotterdam II       | 15 januari 1918   | 16 september 1918 | [ 106 ] |

1815-1818 ·
1818-1821 ·
1821-1824 ·
1824-1827 ·
1827-1830 ·
1830-1833 ·
1833-1836 ·
1836-1839 ·
1839-1842 ·
1842-1845 ·
1845-1848 ·
1848-1849 ·
1849-1850 ·
1850-1852 ·
1852-1853 ·
1853-1854 ·
1854-1856 ·
1856-1858 ·
1858-1860 ·
1860-1862 ·
1862-1864 ·
1864-1866 ·
1866 (sep) ·
1866-1868 ·
1868-1869 ·
1869-1871 ·
1871-1873 ·
1873-1875 ·
1875-1877 ·
1877-1879 ·
1879-1881 ·
1881-1883 ·
1883-1884 ·
1884-1886 ·
1886-1887 ·
1887-1888 ·
1888-1891 ·
1891-1894 ·
1894-1897 ·
1897-1901 ·
1901-1905 ·
1905-1909 ·
1909-1913 ·
1913-1917 ·
1917-1918 ·
1918-1922 ·
1922-1925 ·
1925-1929 ·
1929-1933 ·
1933-1937 ·
1937-1946 ·
1946-1948 ·
1948-1952 ·
1952-1956 ·
1956-1959 ·
1959-1963 ·
1963-1967 ·
1967-1971 ·
1971-1972 ·
1972-1977 ·
1977-1981 ·
1981-1982 ·
1982-1986 ·
1986-1989 ·
1989-1994 ·
1994-1998 ·
1998-2002 ·
2002-2003 ·
2003-2006 ·
2006-2010 ·
2010-2012 ·
2012-2017 ·
2017-2021 ·
2021-2023 ·
2023-heden
Overzicht historische zetelverdeling